# Reinigungs- und Desinfektionsgerät

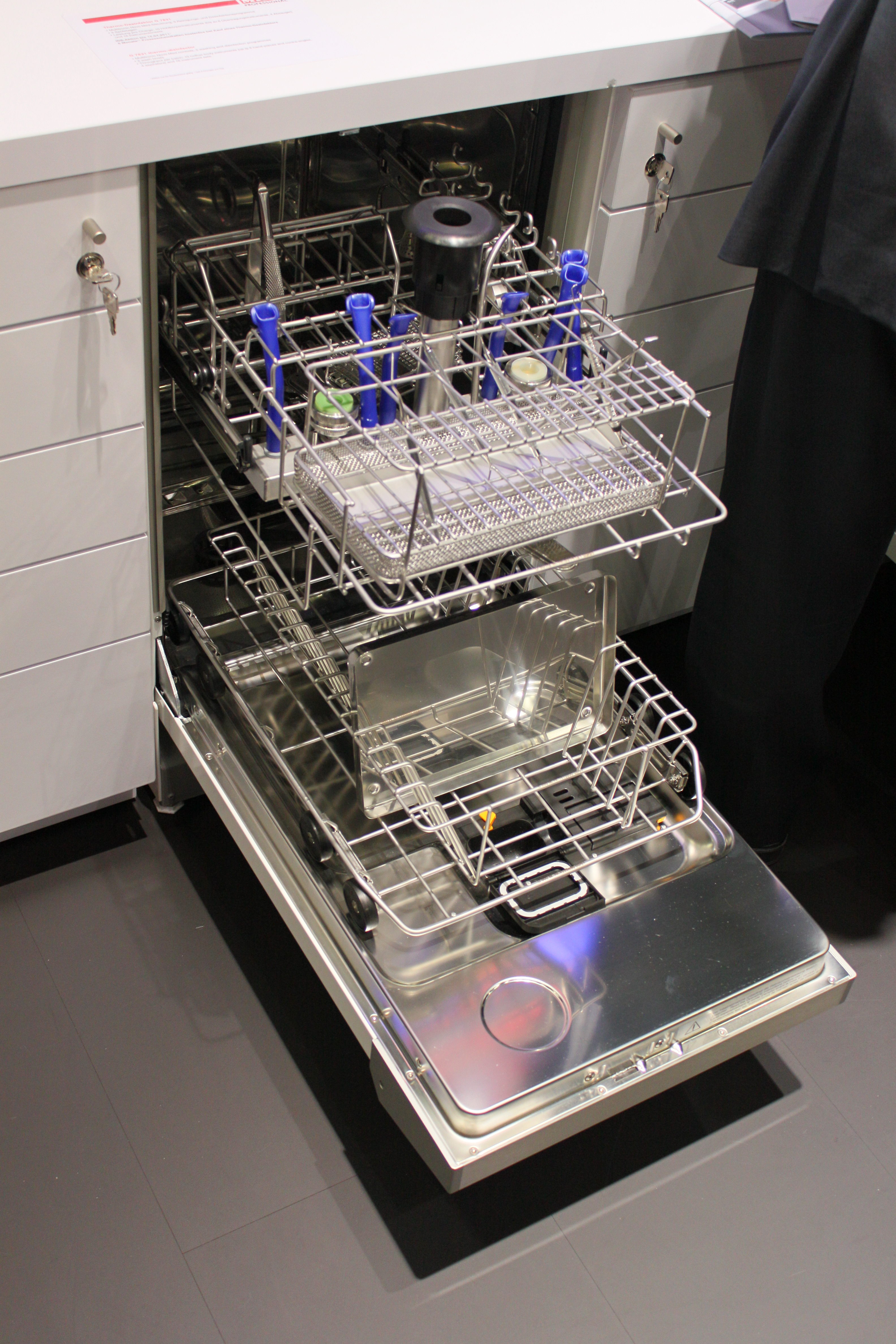
Reinigungs- und Desinfektionsgerät (auf der Internationalen Dental-Schau 2001 in Köln)

Ein Reinigungs- und Desinfektionsgerät (RDG), (auch Thermodesinfektor genannt) dient der maschinellen Aufbereitung von wiederverwendbaren Medizinprodukten. Der Anspruch an die Standardisierung und Reproduzierbarkeit wird durch die integrierte Prozessüberwachung erreicht. Zusätzlich trägt ein Thermodesinfektor zur Steigerung der Arbeitseffizienz und des Arbeitsschutzes bei.
Durch den abgestimmten Einsatz der Prozesschemie (Reiniger, Neutralisator und Klarspüler) wird das Reinigungs- und Trocknungsergebnis erzielt. Um Rekontamination und Korrosion zu vermeiden und den Werterhalt der Instrumente zu steigern, wird zusätzlich der Einsatz einer aktiven Trocknung empfohlen.
Das Maß für die Desinfektionswirkung ist der A0-Wert, eine Temperatur-Zeit-Relation. Eine in der Praxis etablierte Kombination der Wassertemperatur von 90 °C mit einer Einwirkzeit von 5 Minuten führt zu einem A0-Wert von 3.000.

## Einteilung von Medizinprodukten vor einer Aufbereitung
Medizinprodukte werden vor einer Aufbereitung in der Praxis in Risikogruppen klassifiziert. Die Vorklassifizierung mündet in den Kategorien unkritisch, semikritisch und kritisch. Semikritische Medizinprodukte (Berührung mit Schleimhaut oder krankhaft veränderter Haut) und kritische Medizinprodukte (Durchdringung von Haut oder Schleimhaut bzw. zur Anwendung von Blut oder sterilen Arzneimitteln bestimmt) sind je nach ihrer weiteren Einteilung bevorzugt oder grundsätzlich maschinell mit einem RDG zu reinigen und zu desinfizieren. Die weitere Spezifikation in A, B, C bezieht sich auf die Anforderungen an die Aufbereitung.
| Einstufung      | Medizinprodukt (Beispiel)       | RDG-Anwendung |
| --------------- | ------------------------------- | ------------- |
| Unkritisch      | EKG-Elektroden                  |               |
| Semikritisch A) | Spekulum                        |               |
| Semikritisch B) | Flexibles Endoskop (Gastroskop) | bevorzugt     |
| Kritisch A)     | Wundhaken                       | bevorzugt     |
| Kritisch B)     | MIC-Trokar                      | grundsätzlich |
| Kritisch C)     | ERCP-Katheter                   |               |

## Arbeitsweise
Zur Reinigung und Desinfektion wird eine Kombination aus mechanischer, thermischer und chemischer Behandlung eingesetzt, die in etwa dem Vorbild einer Spülmaschine entspricht. Gegebenenfalls mit Chemikalien angereichertes, erhitztes Wasser wird mit Druck auf die zu reinigenden Gegenstände aufgebracht. Das Verfahren wird dem Modell des Sinnerschen Kreises folgend den Anforderungen an die jeweiligen Medizinprodukte angepasst.
Vorher kann eine zusätzliche Ultraschallreinigung erforderlich sein. Die mehrschrittige Arbeitsweise umfasst programmgesteuert Reinigung, Desinfektion, Spülen und auch Trocknen des eingebrachten Gutes. Mit verschiedenen Spül- und Reinigungsaufsätzen wird auf dessen unterschiedliche Eigenschaften eingegangen. So müssen auch schwer zugängliche Flächen, wie etwa die Innenseite von Schläuchen, von der Behandlung erfasst werden. Die Desinfektion kann je nach der Empfindlichkeit des Spülgutes bei Temperaturen von 55 bis 105 °C stattfinden und wird bei niedrigerer Arbeitstemperatur durch Desinfektionsmittel unterstützt. Innerhalb desselben Prozesses nacheinander eingesetzte Reinigungs- und Desinfektionsmittel müssen aufeinander abgestimmt sein.
Die Reihenfolge der Prozessschritte erfolgt in der Regel in sechs Phasen. In Phase 1 beginnt der Prozess mit der Vorspülung mit kaltem Wasser. In Phase 2 erfolgt die Reinigung mit warmem oder enthärtetem Wasser (idealerweise mit vollentsalztem Wasser z. B. mittels Umkehrosmose) und einem Reiniger. In Phase 3 folgt die erste Zwischenspülung mit einem Neutralisationsmittel und in Phase 4 mit einem weiteren Zwischenspülgang mit warmem oder idealerweise mit vollentsalztem Wasser. Die Phase 5 wird durch die thermische Desinfektion und die Schlussspülung gekennzeichnet. Besonders in diesem Schritt ist die Verwendung von vollentsalztem bzw. VE-Wasser zur Vermeidung von Korrosion wichtig. Die Phase 6 wird durch eine ausreichende Trocknung gekennzeichnet.

### Abgrenzung zur Sterilisation
Die Behandlung im RDG ist nur einer von mehreren Schritten im Prozess der Aufbereitung von Medizinprodukten. Eine Desinfektion ist noch keine Sterilisation, diese erfolgt, wenn erforderlich, im Anschluss.

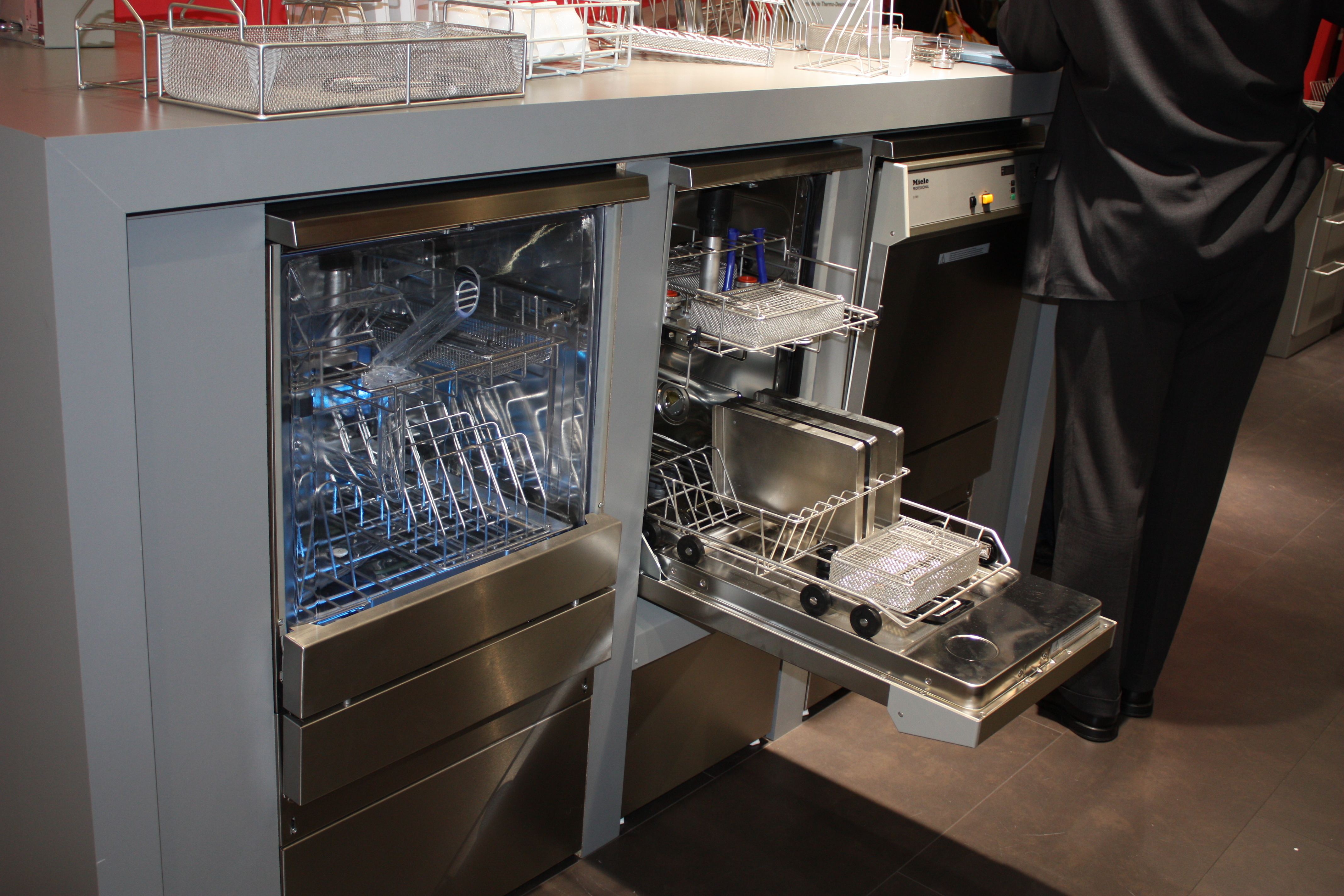
Thermodesinfektor
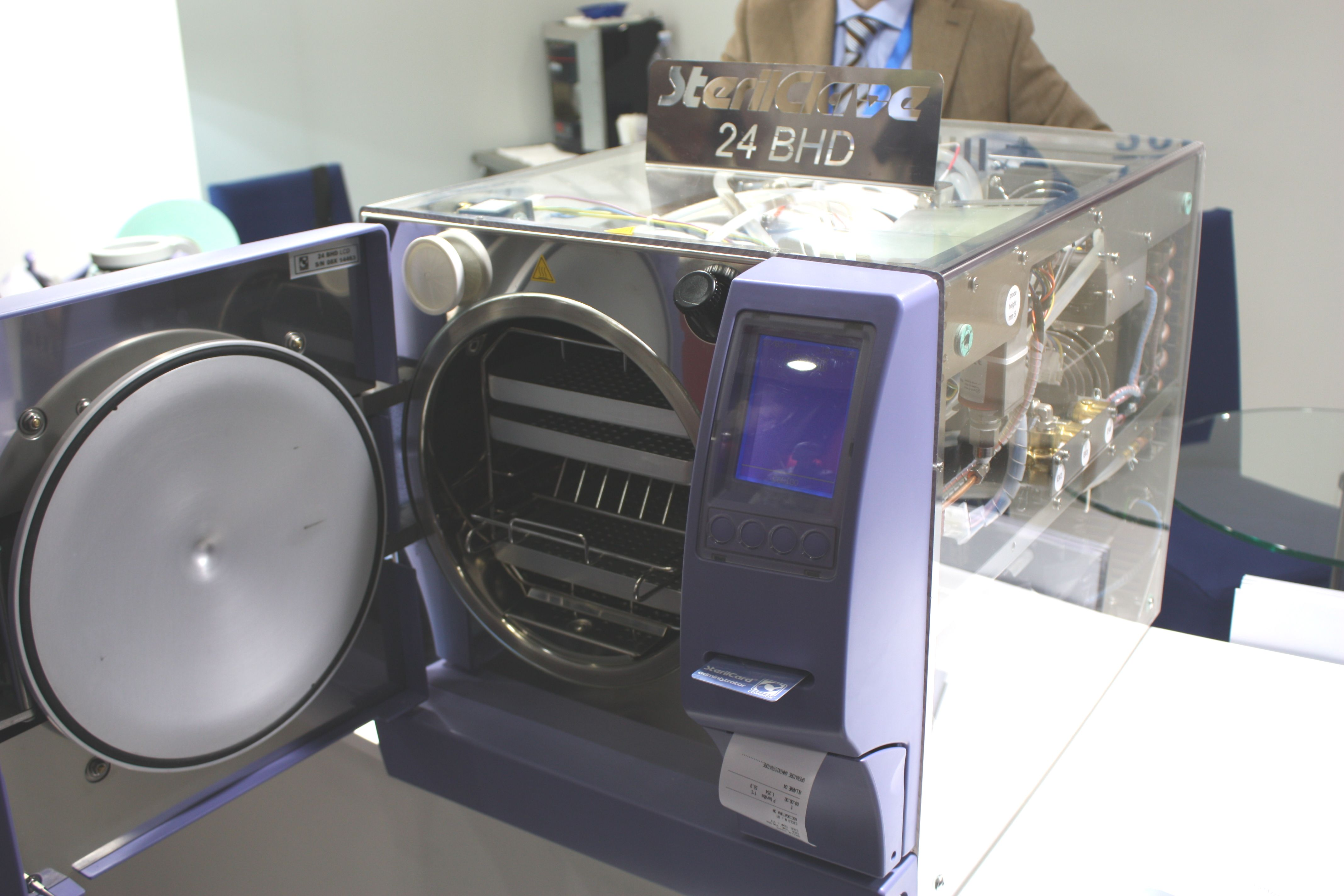
Dampfsterilisator
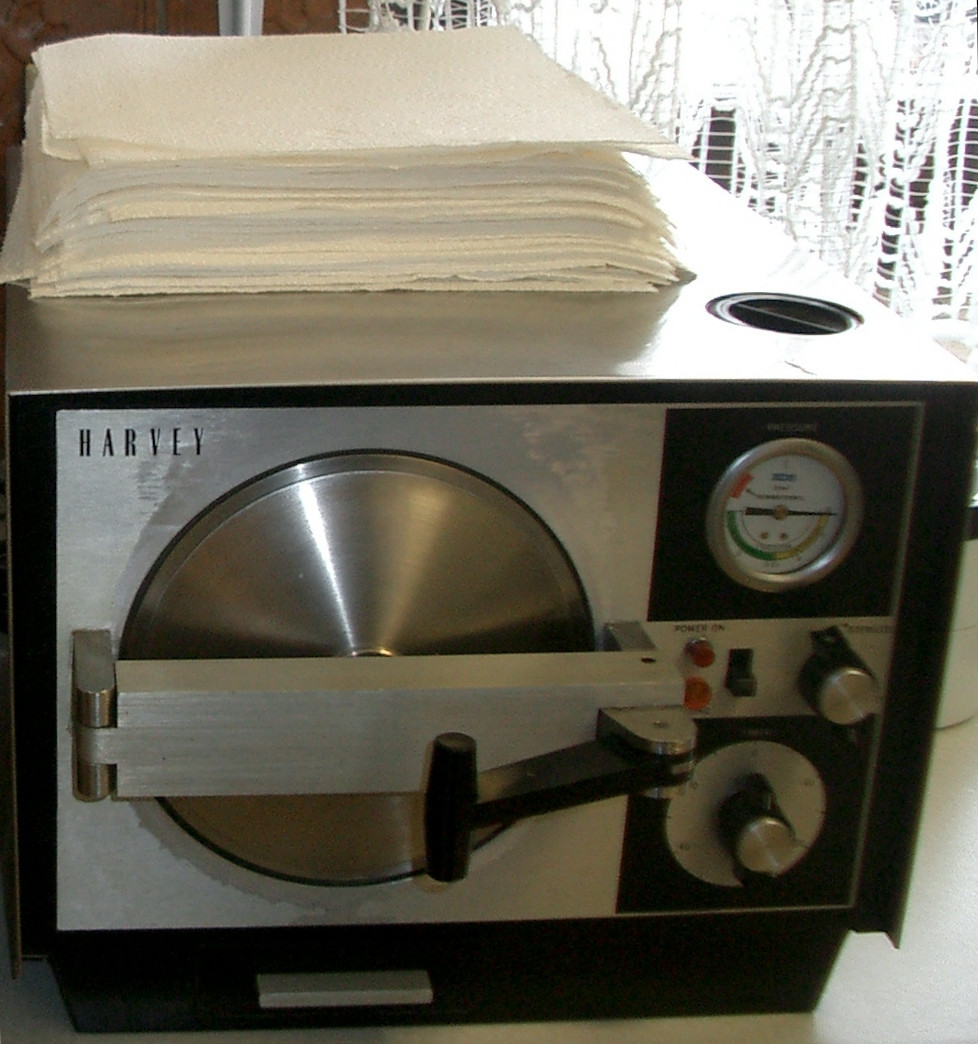
Chemiclav

## Einsatzbereiche
Reinigungs- und Desinfektionsgeräte kommen in Krankenhäusern, vor allem in deren Zentralen Sterilgutversorgungsabteilungen, zum Einsatz, sind jedoch auch in spezialisierten Abteilungen, wie denen für Endoskopie oder den Operationsabteilungen zu finden und als Steckbeckenspüler auf jeder Krankenstation im Einsatz. Auch in Arztpraxen werden sie eingesetzt.
Der Betreiber eines Reinigungs- und Desinfektionsgerätes muss geeignete Voraussetzungen bezüglich etwa des Aufstellungsortes, der Qualität des die Maschine speisenden Wassers und der Verwendung geeigneter Chemikalien nachweisen können, das Gerät warten, das bedienende Personal einweisen und mit Arbeitsanweisungen versehen, sowie alle wichtigen Sachverhalte dokumentieren.
Beim aufzubereitenden Gut kann es sich beispielsweise um chirurgische Instrumente, ganze Operationsbestecke, Endoskope oder um Schlauch- und Ventilsysteme von Beatmungs- und Narkosegeräten handeln.

### Zahnarztpraxen
Für Zahnarztpraxen fordert die RKI-Richtlinie (vollständige Bezeichnung: Empfehlung der Kommission für Krankenhaushygiene und Infektionsprävention (KRINKO) beim Robert Koch-Institut (RKI) und des Bundesinstitutes für Arzneimittel und Medizinprodukte [BfArM]) zur Aufbereitung von Medizinprodukten „grundsätzlich“ die maschinelle Aufbereitung von Medizinprodukten der Einstufung „kritisch B“. Dies sind Medizinprodukte zur Anwendung von Blut, Blutprodukten und anderen sterilen Arzneimitteln und Medizinprodukte, die die Haut oder Schleimhaut durchdringen und dabei in Kontakt mit Blut, inneren Geweben oder Organen kommen, einschließlich Wunden, beispielsweise Übertragungsinstrumente für chirurgische, parodontologische oder endodontische Behandlungen. „Grundsätzlich“ bedeutet, dass nur in begründeten Ausnahmefällen eine Abweichung zulässig ist. Die Ergebnisse der maschinellen Aufbereitung von Medizinprodukten sind so zu dokumentieren, dass eine Rückverfolgbarkeit auf die jeweilige Charge (bei Medizinprodukten der Gruppen Kritisch A) und Kritisch B) gewährleistet ist.
Das Oberverwaltungsgericht für das Land Nordrhein-Westfalen (OVG NRW) hat sich im April 2014 mit der Zulässigkeit der manuellen Aufbereitung von Medizinprodukten der Klassifizierung „Kritisch B“ auseinandergesetzt. Der Leitsatz in der Begründung zum genannten Verfahren lautet: „In einer Zahnarztpraxis sind bei der Reinigung und Desinfektion von kritischen Medizinprodukten insbesondere maschinelle Verfahren validierbar und vorrangig anzuwenden. Ein manuelles Reinigungsverfahren genügt regelmäßig nicht den Vorgaben der Medizinprodukte-Betreiberverordnung (MPBetreibV), wenn nicht sichergestellt ist, dass es beständig sicher und reproduzierbar zum erforderlichen Reinigungserfolg führt.“ Gemäß § 4 Abs. 2 MPBetreibV wird „eine ordnungsgemäße Aufbereitung vermutet, wenn die gemeinsame Empfehlung der Kommission für Krankenhaushygiene und Infektionsprävention am Robert Koch-Institut und des Bundesinstitutes für Arzneimittel und Medizinprodukte zu den Anforderungen an die Hygiene bei der Aufbereitung von Medizinprodukten beachtet wird. Die Fundstelle wird vom Bundesministerium für Gesundheit im Bundesanzeiger bekannt gemacht“. Die RKI-Richtlinie, auf die sich das OVG NRW bezog, wurde im Oktober 2012 im Bundesgesetzblatt veröffentlicht.

## Qualitätskontrolle und Validierung
Um eine gleichbleibende Qualität der Reinigung und Desinfektion sicherzustellen, müssen die Funktionsfähigkeit der Geräte und ihre Wirksamkeit regelmäßig kontrolliert, nachgewiesen und dokumentiert werden. Diese Verfahrensweise wird als Validierung bezeichnet und kann auch dazu dienen, eventuelle Regressansprüche und Klagen abzuwehren.

## Gewerbeaufsicht: Praxisbegehungen
Zunehmend wird durch Gewerbeaufsichtsämter mittels Praxisbegehungen die Vorhaltung der Geräte und die Einhaltung der Vorschriften überprüft. Schwerpunkte der Prüfung sind:
- Ist die Einstufung der Medizinprodukte in die Klassen „unkritisch“, „semikritisch A“, „semikritisch B“, „kritisch A“ und „kritisch B“ vorhanden?
- Ist eine ausreichende Reinigung und Desinfektion aller Medizinprodukte gewährleistet (bei Medizinprodukten, die als „kritisch B“ eingestuft werden, ausschließlich maschinelle Reinigung)?
- Werden geeignete, validierte Verfahren zur Aufbereitung von Medizinprodukten eingesetzt?
- Erfolgt eine dokumentierte Freigabe der Medizinprodukte?
- Werden die räumlichen Anforderungen für die Aufbereitung eingehalten?
- Sind die angewandten Prozesse in Standardarbeitsanweisungen schriftlich festgelegt?
- Liegen aktuelle Validierungsberichte der Aufbereitungsprozesse (Reinigung, Desinfektion, Verpackung, Sterilisation) vor?

## Gesetzgebung und Normen
Reinigungs- und Desinfektionsgeräte sind selbst energetisch (hier: elektrisch) betriebene, also aktive Medizinprodukte und unterliegen damit den deutschen und österreichischen Medizinproduktegesetzen und den zugehörigen Betreiberverordnungen, die als Umsetzung der EWG-Richtlinie 93/42 eine Vereinheitlichung innerhalb der EU gewährleisten. Sie dürfen nur von Personen angewendet werden, die hierfür qualifiziert und in die Handhabung des jeweiligen Gerätetyps eingewiesen sind. Die Anforderungen an Reinigungs- und Desinfektionsgeräte werden in der Norm DIN EN ISO 15883 formuliert.